# ハンナ (テレビドラマ)
『ハンナ 〜殺人兵器になった少女〜』(Hanna)はアメリカ合衆国のアクション・テレビドラマ・シリーズであり、2011年の映画『ハンナ』のリメイクである。2019年2月3日に第一話が限定的に公開されたのち、2019年3月29日にシーズン1の全8話が公開された。2019年4月、シーズン2の製作が決定し、2020年7月3日に配信された。最終シーズン3は2021年11月24日配信された。

## あらすじ

### シーズン1のあらすじ
『ハンナ』は特殊な能力を持つ少女ハンナを描く。ハンナは遺伝子を改変して人間兵器を開発するウトラックス計画のもと、CIAの施設で生まれる。かつてCIAの担当者マリッサの部下であったエリックがハンナの母ヨハンナを愛するようになってハンナを盗み出し、ポーランドの森の中で育て戦闘を教える。マリッサはハンナの居場所を知って捕えるが、ハンナは逃げ出しロンドンで普通の暮らしを知る。ベルリンでエリックと合流するが、マリッサの捜索の手が伸びる。やがてエリックはウトラックス計画が続行中で多くの少女たちが訓練されていることを知り、ハンナと二人で訓練生を解放しようとする。ウトラックスに良心の呵責を覚えていたマリッサもひそかにCIAを裏切り、二人を助ける。だが訓練生の大部分はエリックとハンナに耳を貸さずにウトラックスに留まる。エリックは殺され、ハンナはただ一人救い出した訓練生クララと共に立ち去る。

### シーズン2のあらすじ
ウトラックスを使って重要人物の暗殺を謀るCIA内のパイオニア・グループのリーダーであるジョン・カーマイケルは、クララを捕え、訓練生たちとともにイギリスのメドウズに連れて行って新しい身分を与え、訓練を続けさせる。マリッサとハンナはクララを助け出そうとするが、メドウズの生活になじんだクララは拒否し、二人はメドウズに捕らえられる。ハンナもメドウズの生活になじんだように見える。だが反パイオニア・グループの始末に送り出されたハンナは、クララに実の母が生きていることを教えてともに脱走する。二人とマリッサはカーマイケルの暗殺目標リストを入手する。クララは母に会うために去り、マリッサとハンナはリストを使ってパイオニア・グループを潰そうと決意する。

### シーズン3のあらすじ
マリッサはカーマイケルを脅してハンナを再びメドウズに潜入させる。訓練生たちは暗殺の実行に送り出されるも、マリッサとハンナが密かに妨害する。ハンナはパリで暗殺対象だったアッバスと恋に落ちる。マリッサはパイオニア・グループの指導者が、父ゴードン・エヴァンズであることを知り、その本拠のあるウィーンに行く。カーマイケルは再びパイオニア側に寝返る。マリッサとハンナは本拠に侵入し、パイオニアの目的が、潜在的に危険なだけの若者を暗殺して将来のテロを未然に防ぐことであると知る。ゴードンは二人を捕らえるも、二人は脱走する。アッバスの隠れる森で、マリッサは命を犠牲にしてゴードンを殺し、ハンナやアッバスを救う。マリッサのCIA内の協力者が秘密を暴露してパイオニア・グループは停止させられる。ハンナは新しい名前を得てアッバスの前から消える。

## 登場人物

### メイン
- ハンナ（英語版） : エスメ・クリード＝マイルズ（英語版）（島田愛野[6]）：特殊能力を持つ少女
- マリッサ・ウィーグラー : ミレイユ・イーノス（林真理花）：CIA幹部
- エリック・ヘラー : ジョエル・キナマン（小松史法）：かつてのマリッサの部下、ハンナの養父　(S1)
- ジョン・カーマイケル：ダーモット・マローニー（斉藤次郎[7]）（：CIA局員（S2-S3)
- ゴードン・エヴァンズ : レイ・リオッタ （石川タカオ）: CIA内のパイオニア・グループの指導者の「チェアマン」 (S3)

### リカーリング
- ジェローム・ソーヤー : Khalid Abdalla：CIA局員 (S1)

- ヨハンナ : Joanna Kulig（皆瀬まりか）：ハンナの母 (S1)
- クララ：Yasmin Monet Prince（小場玲奈）：ウトラックスの訓練生、ハンナと逃亡する (S1-S2)
- サンディ：Áine Rose Daly：ウトラックスの訓練生
- ジュールズ：Gianna Kiehl ：ウトラックスの訓練生 (S2-S3)
- テリー・ミラー：Cherrelle Skeete：メドウズに赴任した新任のCIA局員。訓練生の家族を偽りSNSで交流する（S2-S3）
- レオ・ガーナー：Anthony Welsh：メドウズで訓練生を指導するCIA局員 (S2)
- アッバス・ナジーリ : Adam Bessa : パリ在住、アルジェリア系の活動家 (S3)
- ブリアナ・ステープルトン : Chloe Pirrie : メドウズのCIA指揮官、パイオニア・グループの幹部 (S3)
- イーサン・ウィリアムズ : Sam Swainsbury : CIAウィーン支局員 (S3)
- マックス・キャプラン : Gabriel Akuwudike : CIAウィーン支局員でパイオニア・グループの一員 (S3)

## エピソード

### シーズン1のエピソード
| 通算 話数 | シーズン 話数 | タイトル               | 監督              | 脚本            | 公開日                                              |
| --- | ------------- | ---------------------- | ----------------- | --------------- | --------------------------------------------------- |
| 1 | 1             | "森" "Forest"          | Sarah Adina Smith | David Farr      | 2019年2月3日 (プレビュー) March 29, 2019 (正式公開) |
| 2003年、エリックは乳幼児をルーマニアの施設から盗み出すが、逃げる途中で母ヨハンナは射殺される。15年後、幼児はハンナと名付けられてエリックと共にポーランドの森の中で二人だけで暮らし、戦闘術や複数の言語を教えられる。ハンナは知り合いになった若者のアルボとともに姿を見られ、CIAのマリッサはエリックを殺しハンナを捕えるために要員を送り込む。ハンナはエリックを射殺する命令を聞いて、自発的に捕まる。                                                          |               |                        |                   |                 |                                                     |
| 2 | 2             | "友達" "Friend"        | Sarah Adina Smith | David Farr      | 2019年3月29日                                       |
| ハンナは監禁されていた施設で自分の遺伝子検査の記録を見て脱出し、家族でモロッコを旅行中のイギリス人の少女ソフィーに出会う。一家に同行してエリックとの待ち合わせ場所であるベルリンを目指し、途中でソフィーとともに思春期のスリルを味わう。エリックもポーランドからベルリンに入る。マリッサの指揮するCIAの追手が迫るがハンナは逃げ出す。 |               |                        |                   |                 |                                                     |
| 3 | 3             | "都市" "City"          | Jon Jones         | David Farr      | 2019年3月29日                                       |
| ハンナはベルリンでエリックに再会し、廃屋のアジトで彼の仲間に会う。ハンナはソフィーと過ごした普通の生活に憧れ不満をつのらせる。マリッサはハンナに迫るが、エリックと仲間たちは仕掛けられた罠を破ってマリッサを捕える。 |               |                        |                   |                 |                                                     |
| 4 | 4             | "父親" "Father"        | Jon Jones         | David Farr      | 2019年3月29日                                       |
| エリックは捕らえたマリッサに自分とハンナの脱出への協力を強制する。エリックの仲間のディーターの家に預けられたハンナは、エリックが父親ではなく、自分が母親のヨハンナによってウトラックスに提供されたことを知る。CIA本部から派遣されたジェローム・ソーヤーがマリッサを救出する。ハンナはエリックに反発して逃げ出し、エリックはCIAに撃たれて仲間に救出される。 |               |                        |                   |                 |                                                     |
| 5 | 5             | "街" "Town"            | Amy Neil          | Ingeborg Topsoe | 2019年3月29日                                       |
| ソーヤーに指揮権を奪われ休暇を取らされたマリッサはウトラックスで多数の子供を殺した記憶に苦しみつつもハンナの居場所を見つける。ソーヤーはディーターを脅してエリックの居場所を知り逮捕する。ロンドンでソフィーにかくまわれたハンナはソフィーのボーイフレンドのアントンと親密になる。 |               |                        |                   |                 |                                                     |
| 6 | 6             | "母親" "Mother"        | Amy Neil          | David Farr      | 2019年3月29日                                       |
| エリックはソーヤーに拷問されたのちに逃げ出し、ウトラックスが継続していることを知る。ハンナとソフィーはアントンを巡って仲たがいする。マリッサはハンナの母親のふりをしてソフィーの家に来て、ソフィーの家族の安全と引き換えにハンナに同行を承諾させる。ハンナをソーヤーに引き渡す直前、エリックが現れてハンナを連れて逃げ出す。 |               |                        |                   |                 |                                                     |
| 7 | 7             | "道" "Road"            | Anders Engström   | David Farr      | 2019年3月29日                                       |
| エリックはルーマニアでハンナを実の父親に預けた後、ウトラックス施設に1人で攻撃を仕掛けようとする。マリッサはソーヤーに殺されそうになった後、エリックに会いウトラックスが継続していることを聞き、ハンナを守るために協力を申し出る。ソーヤーはエリックを包囲するが、ハンナが助け出す。 |               |                        |                   |                 |                                                     |
| 8 | 8             | "ウトラックス" "Utrax" | Anders Engström   | David Farr      | 2019年3月29日                                       |
| エリックはウトラックスが継続中であることをハンナに教え、二人は施設に入って訓練生を解放する。マリッサはソーヤーを捕えて施設に向かうが、途中でソーヤーは逃げ出して援軍とともに施設に入る。訓練生249本名クララだけはハンナとエリックに同行するが、他はソーヤーに従って移動させられ、ソーヤーは施設の破壊を命令する。マリッサがソーヤーを殺し3人を逃がす。だがエリックはベルリンで受けた傷が悪化して死ぬ。ハンナはクララとともにエリックを埋葬して二人で立ち去る。 |               |                        |                   |                 |                                                     |

### シーズン2のエピソード
| 通算 話数 | シーズン 話数 | タイトル                      | 監督             | 脚本              | 公開日       |
| --- | ------------- | ----------------------------- | ---------------- | ----------------- | ------------ |
| 9 | 1             | "安全な場所" "Safe"           | Eva Husson       | David Farr        | 2020年7月3日 |
| ハンナはクララとともにルーマニアの森に隠れ住む。マリッサはCIAのジョンに協力を求められ、嫌々ながらもクララをおびき出して捕える。ハンナは爆死を装う。ウトラックスの訓練生たちはイギリスのメドウズに移送されて偽の身分を与えられ、レオ・ガーナーの指導を受ける。 |               |                               |                  |                   |              |
| 10 | 2             | "追跡" "The Trial"            | Eva Husson       | David Farr        | 2020年7月3日 |
| ハンナはマリッサにクララを取り戻す協力を求める。マリッサはパリの支局に戻るが、ジョンはマリッサを疑い、部下のソニアに見張らせる。ハンナもパリに隠れ住んで髪を染め、クララに薬物を提供していた製薬会社パスウェイの治験に潜入する。ジョンはクララをメドウズに連行して訓練に戻す。母が死んでいると聞かされたクララは訓練生のサンディともめ事を起こす。                                                                             |               |                               |                  |                   |              |
| 11 | 3             | "メドウズへ" "To The Meadows" | Eva Husson       | Paul Waters       | 2020年7月3日 |
| ハンナは再びパスウェイに潜入し、出荷される薬物を追ってイギリスに渡る。ジョンはハンナの生存を知る。マリッサはハンナを追跡するソニアを殺すが、ハンナはマリッサを疑って逃げる。ハンナはメドウズに入りクララに会うが捕えられる。メドウズでは新任局員のテリーがクララへの対応に苦慮する。 |               |                               |                  |                   |              |
| 12 | 4             | "ようこそミア" "Welcome Mia"  | Ugla Hauksdóttir | Laura Lomas       | 2020年7月3日 |
| マリッサはメドウズに来て、再び自分を信頼するようハンナを説得する。ジョンはハンナを訓練生に入れてミアの名を与える。マリッサの手引きで、ハンナはクララを連れて逃げようとするが、クララが裏切って脱走は失敗しマリッサは捕えられる。 |               |                               |                  |                   |              |
| 13 | 5             | "悲嘆" "A Way To Grieve"      | Ugla Hauksdóttir | Nina Segal        | 2020年7月3日 |
| テリーはハンナをメドウズになじませようとする。マリッサは脱走し、ハンナを連れて逃げようとする。クララはマリッサの腕を撃って脱出を阻止し、ハンナが撃ったと嘘をつく。 |               |                               |                  |                   |              |
| 14 | 6             | "仲間" "You're With Us Now"   | Ugla Hauksdóttir | Charlotte Hamblin | 2020年7月3日 |
| ウトラックスの情報を謎の人物タキトゥスから受け取ろうとする新聞記者ニコラ・ゴフを始末するため、ハンナはジュールズとロンドンに送られる。ジュールズはハンナがマリッサの仲間のマニオンと接触するのを見て裏切りをレオに伝え、マニオンとゴフを共に殺す。タキトゥスの正体である軍の弁護士ロバート・ゲルダーはバルセロナでゴフと会おうとし、クララとサンディが送られてガーナーの娘キャットに接近する。マリッサは収容所で尋問を受ける。 |               |                               |                  |                   |              |
| 15 | 7             | "タキトゥス" "Tacitus"        | David Farr       | David Farr        | 2020年7月3日 |
| ハンナは逃亡してバルセロナに着き、クララに母親が生きていることを告げてウトラックスを抜けるよう説得する。レオの命令でサンディはゲルダーを殺すが暗殺リストは見つからず、ハンナとクララはキャットを連れて逃げる。マリッサは移送中に、マニオンの仲間グラントに脱出させられ、ジョンが属するパイオニア・グループが暗殺リストを実行しCIAを乗っ取ろうとしていると聞かされる。                                                          |               |                               |                  |                   |              |
| 16 | 8             | "リスト" "The List"           | David Farr       | David Farr        | 2020年7月3日 |
| ハンナとクララはキャットを連れて丘の上の家に隠れる。マリッサの依頼で、ハンナは暗殺リストを探し出す。マリッサの救出は、ハンナを探し出すための芝居であったことがわかるが、ハンナとマリッサ、そしてクララは、キャットを殺しに来たレオ、グラントらを倒し、ジョンに傷を負わせる。キャットは去り、クララは母に会うためにモロッコに渡る。ハンナとマリッサはパイオニア・グループとの戦いを続ける。                                     |               |                               |                  |                   |              |

### シーズン3のエピソード
| 通算 話数 | シーズン 話数 | タイトル                                    | 監督                  | 脚本        | 公開日         |
| --- | ------------- | ------------------------------------------- | --------------------- | ----------- | -------------- |
| 17 | 1             | "レジスタンス" "Résistance"                 | Sacha Polak           | David Farr  | 2021年11月24日 |
| マリッサはジョン・カーマイケルを脅して味方につけ、その手引きでハンナは再びミアとしてメドウズに戻る。ウィーンで、マリッサはCIA分析官イーサンに接触する。ハンナはパイオニア・グループの指導者の「チェアマン」の正体を探る。訓練生たちは最初の暗殺任務に送り出され、ハンナはパリでアルジェリア移民の活動家のアッバス・ナジーリ暗殺を命じられ、マリッサと協力して暗殺を偽装する。 |               |                                             |                       |             |                |
| 18 | 2             | "見果てぬ夢" "Grape Vines and Orange Trees" | Sacha Polak           | David Farr  | 2021年11月24日 |
| マリッサはチェアマンの正体が父のゴードン・エヴァンズと知って苦悶する。アッバスに魅かれたハンナはマリッサの指示に反して隠れ家に彼を訪ね、CIAの知るところとなる。次はプラハの環境活動家が別の訓練生の暗殺の標的となるが、再びハンナとマリッサが暗殺を偽装して命を救う。テリーがカーマイケルの裏切りに気づき協力を申し出る。CIAは裏切りに気づき、アッバスを襲撃しカーマイケルを捕らえる。負傷したアッバスを匿うマリッサを襲い、アッバスは逃げ行方不明になる。 |               |                                             |                       |             |                |
| 19 | 3             | "ナディヤ" "Nadiya"                         | Weronika Tofilska     | Selina Lim  | 2021年11月24日 |
| マリッサはパイオニアの拠点があると知ったウィーンへ向かう。裏切りが露見したイーサンを隠れ家に移す。サンディがイーサン暗殺に送られる。マリッサはイーサンに呼ばれた教会で、父ゴードンに会う。メドウズのパイオニアを率いるステープルトンはアッバスの居場所を掴む。カーマイケルはパイオニア側に寝返り、ハンナをアッバスの元へ向かわせて罠にかける。ハンナは襲撃からアッバスとその娘ナディヤを救い、二人を隠した後にウィーンに来る。 |               |                                             |                       |             |                |
| 20 | 4             | "過去との対峙" "Look Me In the Eye"         | Weronika Tofilska     | Paul Waters | 2021年11月24日 |
| サンディはイーサンの身重の妻を殺す。ハンナはサンディを倒してイーサンを救う。ゴードンはパイオニア・プロジェクトが潜在的に危険な若者の暗殺により将来のテロを未然に防いでいると説得し、パイオニアを率いハンナを投降させることをマリッサに求める。ステープルトンはメドウズを閉鎖してカーマイケルやテリーをウィーンの本部に連れてくる。ゴードンはカーマイケルの処刑を命じるも、カーマイケルはテリーの助けで脱走する。マリッサとハンナは合流し、イーサンの情報でパイオニアの本部を突き止めて侵入する。世界中の若者が調査されて、将来危険になりそうな人物の暗殺リストが作成されていることを知ってサーバーを破壊する。ハンナは負傷して捕らえられ、マリッサはマックスにパイオニアのデータをUSBに入れさせて一人で逃げる。 |               |                                             |                       |             |                |
| 21 | 5             | "アイライナー" "Eyeliner"                   | Anca Miruna Lăzărescu | David Farr  | 2021年11月24日 |
| マリッサはマックスによるデータの暗号化を解けず、ハンナは捕らえられて手詰まりとなる。サンディはイーサンを拘束して逃げ、カーマイケルを捕らえてマリッサを罠にかける。マリッサは逃げるもカーマイケルは死ぬ。ゴードンは複数の潜在的に危険な若者の暗殺指令を出す。ジュールズはポーランドで暗殺指令に疑問を持ち、命令に背く。アッバスの居所を掴んでハンナを脅迫し、マリッサの投降を誘わせる。ハンナはマックスが生存していることをマリッサに知らせ、投降させる。 |               |                                             |                       |             |                |
| 22 | 6             | "新たな旅路" "Do Not Sleep"                 | Anca Miruna Lăzărescu | David Farr  | 2021年11月24日 |
| ハンナとマリッサは本部に連行される。ゴードンはハンナの処刑を命じるが、二人は脱走してマックスから暗号解除の鍵を聞きだす。テリーはアッバスに警告したのち、マリッサの逃走を助ける。ステープルトンはマックスを殺す。ハンナは増援部隊に紛れてアッバスを救いに行く。ゴードンはアッバスの逃げた森に増援部隊を率いて向かい、サンディも呼ばれる。ジュールズもこれを知って森に向かい、ハンナを殺そうとしたサンディを殺す。アッバス、ハンナ、サンディはパイオニアの兵士に囲まれるが、マリッサがステープルトンとゴードンを殺して殺害命令を止めるも、撃たれてハンナの腕の中で死ぬ。テリーとイーサンは暗号を解き、パイオニアの全貌を暴露して称賛を受ける。ハンナは名前を変えてアッバスの前から消える。                        |               |                                             |                       |             |                |